# Station Selsbakk
Station Selsbakk is een station in  Selsbakk een buitenwijk van Trondheim  in  Noorwegen. Het station ligt aan Dovrebanen. Er stoppen enkel stoptreinen.